# Aleurodamaeus setosus
Aleurodamaeus setosus är en kvalsterart som först beskrevs av Berlese 1883.  Aleurodamaeus setosus ingår i släktet Aleurodamaeus och familjen Aleurodamaeidae. Inga underarter finns listade i Catalogue of Life.